# 掃海母艦
掃海母艦（そうかいぼかん）は、掃海作戦時に海域の安全を図るため、掃海用航空機や掃海艇の母艦として、燃料や物資の補給などを行うと共に、それらの司令塔としての機能を果たす艦船。武装が付いたものは、掃海部隊を防護対象とした防空・直衛も行う。

## 日本
日本では海上自衛隊がうらが型を運用している。時に国内外への災害派遣にも活用され、その際は救援物資の輸送や被災者への支援などを担う。
東日本大震災では被災者支援の為に、「ぶんご」が大量の物資を輸送した。現地では被災者の入浴支援などを行った。この他にも行方不明者捜索のために尽力した。